# Witte haakbladroller
De witte haakbladroller (Ancylis laetana) is een vlinder uit de familie bladrollers (Tortricidae). De wetenschappelijke naam is, als Pyralis laetana, voor het eerst geldig gepubliceerd in 1775 door Fabricius.
De soort komt voor in Europa.

## Synoniemen
- Tortrix harpana Hübner, 1799